# 矮兔耳草
矮兔耳草（学名：Lagotis humilis）为玄参科兔耳草属下的一个种。种加名 humilis 意为“低矮的”。